# Надер Ебрахими
Надер Ебрахими (персијски نادر ابراهیمی‎‎; 3. април 1936 –5. јун 2008) ирански писац, сценариста, фотограф, редитељ и глумац. Син Ата-ол-молка Ебрахимија, који је био потомак једне од највећих породица Кермана, стекао је диплому из персијске књижевности, а затим је добио лиценцу за енглеску књижевност. Такође је био повезан са спорним политичким активностима, што је резултирало његовим затварењем. Радио је на различитим пословима, укључујући наставу и банкарство. Режирао је неколико ТВ серија и документараца, као што је „Звук пустиње“. Али, најпознатији је као романописац, јер је написао романе попут „Три погледа на човека који долази“, „Четрдесет писама мојој жени“, „Човек у трајном изгнанству“ и „Ватра без дима“. Његова каријера завршила се када му је дијагностикован алцхајмер. Умро је у 72. години од последица Алцхајмерове болести.

## Биографија
Рођен је 1936. године у Техерану. По завршетку средње школе у Техерану уписао се на Правни факултет, али се након две године повукао да би стекао диплому из енглеског језика и књижевности.
Испробао се на разним пословима. Током свог живота био је мајстор у пустињи, штампарски радник, рачуновођа у банци, дизајнер часописа, преводилац и уредник, продуцент документарних и играних филмова, продавац књига, калиграф, сликар, универзитетски предавач и писац.
Почео је да пише у 16 години и никада није одустао. Његова прва књига „Кућа за ноћ” постигла је велики успех. Поред стотина књижевних чланака, објавио је више од 100 књига.
Написао је и режирао неколико филмова, документараца и две добро урађене и популарне телевизијске серије.
Основао је институт за дечију књижевност „Хамгам“, који је добио награде „Најбољи издавач у Азији“ и „Најбољи издавач света“ на азијским и светским сајмовима књига за децу.
Добитник је прве награде Братиславе (1970), UNESCO награде за образовање, награде Ирана за књигу године (1970) и неколико других награда. Добио је титулу „Најбољи писац фикције 20 година након револуције“ за роман „Ватра без дима“. Његова дела су преведена на више језика.

## Дела
- "Аташ бедуне дуд" (Ватра без дима)
- "Седаје Сахра" (Звук пустиње)
- "Аан ке хијал бафт, Аан ке амал кард" (Онај који је сањао, онај који је делао)
- "Ивн машагел" (Син послова), први пут издата 1966. године, издавач "РУЗБЕХАН", са Ебрахимијевом аутобиографијом, прва књига
- "Абу ал-машагел" (Отац послова), први пут издата 1986, издавач Roozbehan, са Ебрахимијевом аутобиографијом, друга књига
- "Марди дар Табиид Авади" (Човек у трајном изгнанству)
- "Бар џаде-хаје аби сорх" (На плавоцрвеним путевима)